# Fairlie House
Fairlie House ist ein Herrenhaus zwischen den schottischen Ortschaften Gatehead und Dundonald in der Council Area South Ayrshire. 1971 wurde das Bauwerk in die schottischen Denkmallisten in der höchsten Denkmalkategorie A aufgenommen. Die zugehörige Lodge ist ebenfalls als Kategorie-A-Bauwerk klassifiziert. Beide Bauwerke sind nicht zu einem Denkmalensemble zusammengefasst. Fairlie House wurde um 1800 für William Cuninghame-Fairlie, 6. Baronet erbaut.

## Beschreibung

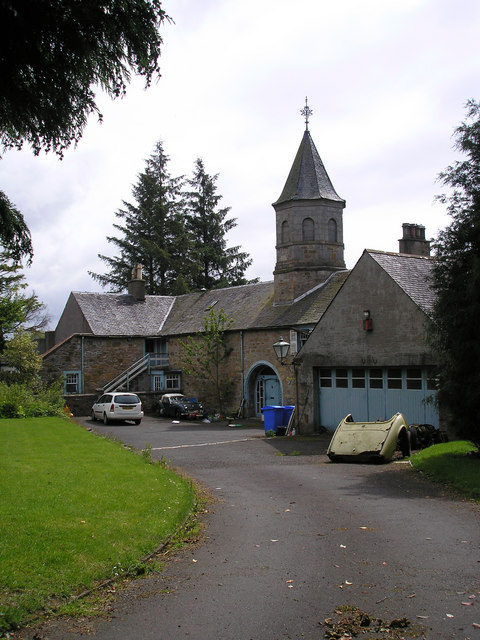
Gutshof von Fairlie House

Das Herrenhaus liegt isoliert rund 2,5 nordöstlich von Dundonald, nahe dem Südufer des Irvine, der an dieser Stelle die Grenze zwischen South und East Ayrshire bildet. Das symmetrisch aufgebaute, zweistöckige Herrenhaus weist einen länglichen Grundriss auf. Die südexponierte Frontseite ist fünf Achsen weit, wobei der Mittelteil leicht hervorspringt. Das mittige Eingangsportal ist mit halbrundem Kämpferfenster gestaltet und wird von Pilastern flankiert, die ein Gesims tragen. Fairlie House schließt mit einem schiefergedeckten Plattformdach. Markant sind die fünf wuchtigen, gereihten Kamine.

## Fairlie Lodge
Die Fairlie Lodge flankiert den südlichen Zufahrtsweg zu Fairlie House. Das gekalkte einstöckige Gebäude ist direkt an der A759 gelegen. Die Giebelflächen sind stilisiert als Dreiecksgiebel gestaltet. Ein schlichtes umlaufendes Gesims in schwarzer Farbe grenzt den Bereich ab. Seitlich und rückwärtig sind Anbauten neueren Datums zu finden.